# 靈通汪星人
是一部2020年中美英合拍的家庭科幻喜劇電影，由吉爾·楊格執導和編劇，主演是佐舒·杜咸米爾和美瑾·霍絲。本片2020年6月9日在美國採網絡點播發行。

## 劇情
一名12歲的科技神童在科學實驗出了問題後，他與他的狗之間建立了心靈感應。他們同心協力克服家庭和學校的複雜問題。

## 演員
- 佐舒·杜咸米爾 飾 Lukas Reed
- 美瑾·霍絲 飾 Ellen Reed
- 蓋布瑞·貝特曼 飾 Oliver Reed
- 陶德·史塔希維克（英语：Todd Stashwick） 聲演 Henry
- 詹妮特·蒙哥馬利 飾 Bridget
- 茱莉亞·瓊斯（英语：Julia Jones） 飾 探員Munoz
- 昆瑙·納亞爾 飾 Mr. Mills
- 布萊恩·卡倫（英语：Bryan Callen） 飾 探員Callen
- 林永健 飾 Xiao父
- 侯明昊 飾 Xiao 肖肖

## 外部連結
- 互联网电影数据库（IMDb）上《靈通汪星人》的资料（英文）
- 豆瓣电影上《靈通汪星人》的資料 （简体中文）